# Хосі Нацумі
Хосі Нацумі  (яп. 星 奈津美, 21 серпня 1990) — японська плавчиня, олімпійська медалістка, чемпіонка світу.

## Виступи на Олімпіадах
| Олімпіада   | Дисципліна                        | Місце |
| ----------- | --------------------------------- | ----- |
| Пекін 2008  | плавання на 200 метрів, батерфляй | 10    |
| Лондон 2012 | плавання на 100 метрів, батерфляй | 23    |
| Лондон 2012 | плавання на 200 метрів, батерфляй | 3     |
| Ріо 2016    | плавання на 200 метрів, батерфляй | 3     |